# Cornell Glen
Cornelius (Cornell) Glen (* 21. Oktober 1981 in Port of Spain) ist ein ehemaliger Fußballspieler aus Trinidad und Tobago. Seine Profikarriere dauerte von 2000 bis 2018.

## Karriere

### Klub
Glen begann seine Laufbahn als Fußballprofi 1999 in Trinidad und Tobago bei Futgof, in der Saison 2000/01 stand er kurz in der zweiten portugiesischen Liga unter Vertrag, konnte sich jedoch nicht etablieren, so dass er zur Saison 2002 wieder in die heimatliche Liga, diesmal zu den San Juan Jabloteh, zurückkehrte. Seine 38 Tore in den beiden Spielzeiten 2002 und 2003 sicherten San Juan die ersten und bis dato einzigen Meisterschaften und damit auch die Qualifikation für den CONCACAF Champions Cup. Im Viertelfinalhinspiel des CONCACAF Champions Cup 2004 gegen Chicago Fire aus der MLS gelang ihm ein Hattrick, der ihm einen Vertrag bei den New Yorker Red Bulls verschaffte. In den verbliebenen 18 Spielen der Saison gelangen ihm sechs Tore und zwei Vorlagen; dennoch wechselte er aufgrund der SuperDraft-Regelung nach Ende der Spielzeit zum FC Dallas, die ihn aber ohne jeden Einsatz am Beginn der Saison 2005 an Columbus Crew weitergaben. Nach einer eher durchwachsenen Saison für Columbus mit nur vier Toren aus 22 Spielen wurde er zur Saison 2006 an die Colorado Rapids verkauft. Auch dort blieb er nur sehr kurz, schon nach dem Saisoneröffnungsspiel verkaufte man ihn an die Los Angeles Galaxy. Dort konnte er in den ersten vier Spielen zwei Tore erzielen, verletzte sich aber bald so stark, dass sein Einsatz bei der Weltmeisterschaft in Frage stand, so dass er zum Beginn der Vorbereitung auf die WM 2006 nicht mehr zum Einsatz kam. Dann spielte er einige Jahre für San Juan Jabloteh, wechselte aber 2009 zu San Jose Earthquakes, wo er am 30. Mai 2009 sein erstes Tor erzielte. Im April 2011 ging er zu Celedonia AIA. Im Dezember 2011 ging er für 6 Monate zum Vietnamesischen Sông Lam Nghệ An. Am 17. Juni 2013 wechselte er zu Shillon Lajong FC nach Indien. Von 2014 bis 2016 wurde er an den indischen Verein NorthEast United FC ausgeliehen, 2016 an den indischen Mohun Bagan AC. Noch 2016 wechselte er zum zweitklassigen Verein Ozone FC aus Bengaluru, der ihn 2017 an den Bengaluru FC verlieh. Im selben Jahr verließ Glen Indien und unterzeichnete beim Fußballteam der University of Trinidad and Tobago, das in der zweiten trinidadischen Liga (der TT Super League) spielt. Zur Rückrunde dieser Saison wechselte er innerhalb des Landes nochmal zum Central FC, wo er dann im darauffolgenden Sommer seine Karriere auch beendete.

### Nationalmannschaft
Für die Nationalmannschaft von Trinidad und Tobago spielte er schon beim CONCACAF Gold Cup 2005, wo seine Mannschaft jedoch sieglos als letzte ihrer Gruppe in der Vorrunde ausschied. Glen ist aber Stammspieler der Nationalmannschaft, er erzielte in bisher 35 Spielen elf Tore. Im April 2006 wurde er in die Auswahl seines Landes für die Fußball-Weltmeisterschaft 2006 in Deutschland berufen. 2017 beendete er seine Nationalmannschaftskarriere.